# Bão Brenda (1960)
Bão nhiệt đới Brenda là cơn bão thứ hai được đặt tên trong mùa bão năm 1960 Đại Tây Dương. Nó đã phát triển ở vùng đông bắc vịnh Mexico vào ngày 28 tháng 7 và sau khi di chuyển lên bờ trên bán đảo Florida, nó đã đạt được trạng thái bão nhiệt đới. Brenda tăng tốc về phía đông bắc dọc theo Bờ Đông Hoa Kỳ, cuối cùng đạt đỉnh như một cơn bão vừa phải với sức gió 60 mph (97 km/h) trước khi vượt qua các quốc gia Trung Đại Tây Dương và New England; nó đã tiêu tan vào ngày 31 tháng 7 trên miền nam Canada. Cơn bão đã gây ra thiệt hại vừa phải ở Florida, tồi tệ nhất kể từ cơn bão Easy năm 1950 và làm giảm lượng mưa lớn ở phía bắc như thành phố New York. Tổng thiệt hại ước tính khoảng 5 triệu đô la Mỹ và chỉ có những cái chết gián tiếp được đổ lỗi cho cơn bão.

## Lịch sử khí tượng
Một vùng áp thấp yếu được tổ chức ở vùng đông bắc Mexico bắt đầu tăng cường vào ngày 28 tháng 7, trong khi nằm ở phía tây vịnh Tampa. Đầu đời, hệ thống này có một vòng tuần hoàn rộng với gió chủ yếu là gió nhẹ, tương tự như cơn bão cận nhiệt đới. Cơn bão được ước tính đã trở thành áp thấp nhiệt đới vào đầu ngày hôm trước khi nó di chuyển về phía đông bắc. Nó đổ bộ dọc theo bờ biển Florida gần Cross City và tiếp tục vào đất liền, dần dần tăng tốc. Nó có khả năng đạt được trạng thái bão nhiệt đới vào khoảng 1200 UTC ngày 28 tháng 7 trong khi trung tâm của nó nằm ở phía tây Tampa. Lốc xoáy được đặt tên là Brenda sau khi máy bay trinh sát xác nhận rằng nó đã đạt đến cường độ bão nhiệt đới.
Brenda theo dõi về phía bắc, ôm lấy bờ biển Georgia và Nam Carolina trước khi di chuyển vào đất liền qua Bắc Carolina vào ngày 29 tháng 7. Nó đạt được sức gió tối đa là 60 mph (97 km/h) tối hôm đó, trong khi nằm ở phía nam Wilmington. Sáng hôm sau, cơn bão nổi lên trên Vịnh Chesapeake di chuyển theo hướng đông bắc vào khoảng 30 mph (48 km/h). Brenda băng qua Bán đảo Delmarva và nhanh chóng theo dõi vào phía nam New Jersey. Cơn bão đã đi qua bang này và cuối cùng đã đổ bộ vào Brooklyn, New York trước khi thực hiện một cuộc đổ bộ nữa ở ven biển Connecticut.
Vào khoảng 0000 UTC ngày 31 tháng 7, Brenda chuyển đến Massachusetts. Ngay sau đó, nó mất đi các đặc điểm nhiệt đới và chuyển thành một cơn bão ngoài hành tinh. Nó tiêu tan vào ngày 1 tháng 8 trên miền nam Canada. Bởi vì Brenda đã ở gần vùng đất trong phần lớn thời gian, nó không thể tăng cường vượt ra ngoài tình trạng bão nhiệt đới.

## Chuẩn bị và tác động

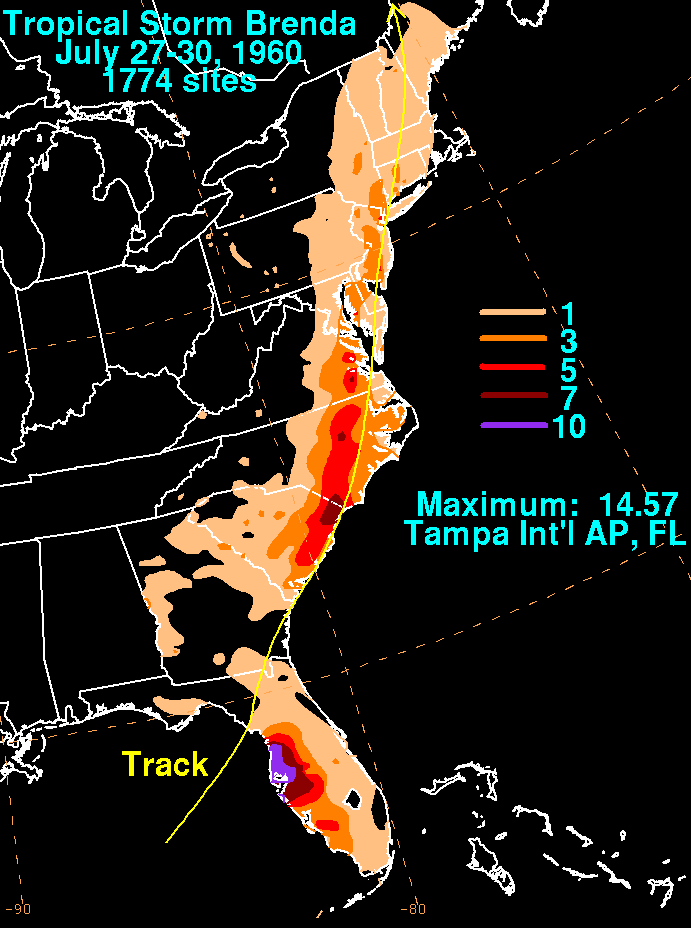
Tổng lượng mưa cho Brenda (1960)

Trước cơn bão, các tư vấn về bão nhiệt đới và cảnh báo gió đã được ban hành từ Florida đến Maine.
Lượng mưa từ cơn bão nhiệt đới Brenda ảnh hưởng đến ít nhất 16 bang. Lượng mưa lớn nhất rơi ở phía tây Florida gần Tampa, phía đông tâm bão; sân bay quốc tế Tampa ghi nhận 14,57 in (370 mm) lượng mưa. Lũ lụt xảy ra ở bán đảo phía tây trung tâm Florida. Gió giật vượt quá 60 mph (97 km/h) và cơn bão tạo ra 10 ft (3,0 m) sóng cao dọc theo bờ biển, dẫn đến xói mòn đáng kể. Tuy nhiên, triều cường không nghiêm trọng. Xung quanh khu vực Naples, hiệu ứng của Brenda chủ yếu là ánh sáng, mặc dù các cơ sở thuyền và bến tàu nhỏ và các con đường chịu một số thiệt hại. Một bức tường biển tư nhân tại Clearwater đã bị phá vỡ ở hai nơi bởi cơn bão.
Brenda được coi là cơn bão tồi tệ nhất tấn công khu vực kể từ cơn bão Easy năm 1950. Trong khi không có thương vong trực tiếp đổ lỗi cho cơn bão, ít nhất một cái chết liên quan đến giao thông đã xảy ra. Theo báo cáo của Dịch vụ thiên tai Chữ thập đỏ Hoa Kỳ bao gồm tám quận của Florida, 11 ngôi nhà bị thiệt hại đáng kể, trong khi 567 bị thiệt hại nhẹ hơn. Nhìn chung, khoảng 590 gia đình bị ảnh hưởng. Tổng thiệt hại tiền tệ được đặt ở mức gần 5 triệu đô la.
Thủy triều dọc theo Bờ ngoài Bắc Carolina thường được báo cáo ở mức 2 ft (0,61 m) trên mức bình thường. Trong và xung quanh Wilmington, cơn bão đã gây ra thiệt hại nhỏ cho mái nhà và cửa sổ của một số cấu trúc bên bờ biển. Điện tạm thời bị gián đoạn do chân tay bị ngã. Lượng mưa lớn gây ra lũ lụt trên các con suối và sông, và ở một số khu vực, lượng mưa đã giúp chấm dứt một đợt hạn hán nghiêm trọng. Một số thuyền bị ngập nước, và gió xé mái nhà ra khỏi một ngôi nhà ở Long Beach. Mưa lớn và triều cường làm ngập cánh đồng thuốc lá.
Những cơn mưa vừa phải kéo dài về phía bắc vào các quốc gia Trung Đại Tây Dương, với tổng số nhẹ hơn được báo cáo ở phía bắc New York. Tại thành phố New York, 4,79 in (122 mm) lượng mưa giảm, đánh bại kỷ lục một ngày tháng 7 là 3,80 in (97 mm) đặt vào năm 1872. Những cơn mưa lớn đã làm ngập một phần sân bay LaGuardia. Ở những nơi khác, báo cáo từ 3 đến 5 in (76 đến 127 mm) là phổ biến trên khắp New Jersey, Delaware, Maryland và Virginia. Gió mạnh cũng ảnh hưởng đến các phần của vùng đông bắc Hoa Kỳ, thổi tới 55 mph (89 km/h) trên toàn miền nam New England. Thủy triều thường chạy 3 đến 4 ft (0,91 đến 1,22 m) trên mức bình thường trong toàn khu vực. Cơn bão gây ra sự chậm trễ trong việc đi lại và khiến một số tàu mắc cạn, nhưng nếu không thì gây ra thiệt hại nghiêm trọng nhỏ. Cơn bão buộc phải hủy bỏ hai trận bóng chày của Liên đoàn Mỹ và hoãn một số sự kiện thể thao khác.